# Гамлет (фильм, 1921)
«Гамлет: Драма мести» (нем. Hamlet: Ein Rachedrama) — германский немой художественный фильм по мотивам одноимённой трагедии Уильяма Шекспира, снятый в 1921 году. Заглавный герой здесь — женщина, которую сыграла Аста Нильсен.

## Сюжет и оценки
Литературной основой фильма стала трагедия Уильяма Шекспира «Гамлет». Автор сценария использовал также исследование американского шекспироведа Эдварда Вининга «Тайна Гамлета», в котором речь идёт о норвежской легенде XII века как источнике шекспировского сюжета. В этой легенде Гамлет оказывается женщиной. Соответственно в фильме совсем иначе по сравнению с оригиналом выглядят драматические коллизии во взаимоотношениях главного героя с матерью, Офелией и Горацио.
Рецензент The New York Times назвал «Гамлета» «экстраординарной работой» и высоко оценил игру Асты Нильсен. The Times включила «Гамлета» в свой список 10 лучших фильмов года.